# 音のソノリティ
『音のソノリティ』（おとのソノリティ）とは、2003年10月11日から一部日本テレビ系列で放送されているミニ番組である。正式なタイトルは『音のソノリティ 〜世界でたった一つの音〜』（ - せかいでたったひとつのおと）。
電源開発（J-POWER、2018年1月からは提供クレジットが白文字でJ-POWER、ロゴの下に電源開発から、ロゴカラーであるJ-POWER groupに変更となった。）の一社提供。

## 概要
2003年10月11日に放送開始。日本各地の自然や風土に根付いた音、文化的伝統的な音など、そこでしか聴けない音を紹介していく。番組をジャンル別に再編集したDVDソフト「音のソノリティ ヒーリング・エディション」がバップから発売されている。タイトルとなっている「ソノリティ」とは、フランス語の音楽用語で「共鳴」「音色」等を意味する。
2006年10月28日よりハイビジョン制作へ移行した。
ナレーターは延友陽子が長く務めているが、2005年4月から2007年7月までは山本真純が担当していた（延友のラジオ日本出向のため。山本の産休入りにより、日本テレビに復帰していた延友が再登板）。延友は2012年10月から産休に入ったため、同月14日放送分より森富美が担当となった。
放送開始以来長らく地上波では、一時期読売テレビで放送されたのを除き関東ローカルだったが、2018年4月より一部日本テレビ系列で放送を開始した（読売テレビのみ放送再開）。
前の番組が2時間または3時間の拡大スペシャルの場合、日曜21時台ミニ番組と合わせて6分となるため、CMも合わせて3分の放送となる。しかし2023年4月2日より日曜21時台ミニ番組が番宣番組『日テレ+』に変更したことにより、先述の拡大スペシャルの際は『日テレ+』を休止して6分枠のままで放送する様になった。
2023年10月1日の放送で放送1000回を達成した。

## 放送時間
※2025年4月現在。
| 放送対象地域 | 放送局            | 系列           | 放送日時             | ネット状況 | 備考              |
| ------------ | ----------------- | -------------- | -------------------- | ---------- | ----------------- |
| 関東広域圏   | 日本テレビ（NTV） | 日本テレビ系列 | 日曜 20:54 - 21:00   | 制作局     | [ 1 ] [ 2 ] [ 3 ] |
| 北海道       | 札幌テレビ（STV） | 日本テレビ系列 | 日曜 20:54 - 21:00   | 同時ネット |                   |
| 中京広域圏   | 中京テレビ（CTV） | 日本テレビ系列 | 日曜 20:54 - 21:00   | 同時ネット |                   |
| 近畿広域圏   | 読売テレビ(ytv)   | 日本テレビ系列 | 日曜 20:54 - 21:00   | 同時ネット | [ 4 ]             |
| 広島県       | 広島テレビ（HTV） | 日本テレビ系列 | 日曜 20:54 - 21:00   | 同時ネット |                   |
| 福岡県       | 福岡放送(FBS)     | 日本テレビ系列 | 月曜 21:55 - 22:00   | 遅れネット |                   |
| 日本全国     | BS日テレ          | CS放送         | 水曜日 22:27 - 22:30 | 遅れネット | [ 5 ]             |

過去のネット局
- 西日本放送
- ミヤギテレビ

ネット配信
YouTube『音のソノリティ【公式】チャンネル』（毎週日曜更新）

## ナレーター
- 2012.10 - 現在：森富美（日本テレビアナウンサー）

過去のナレーター
- 2003.10 - 2005.4、2007.7 - 2012.10：延友陽子（日本テレビアナウンサー）
- 2005.4 - 2007.7：山本真純（日本テレビアナウンサー※当時）